# Вежа мовчання

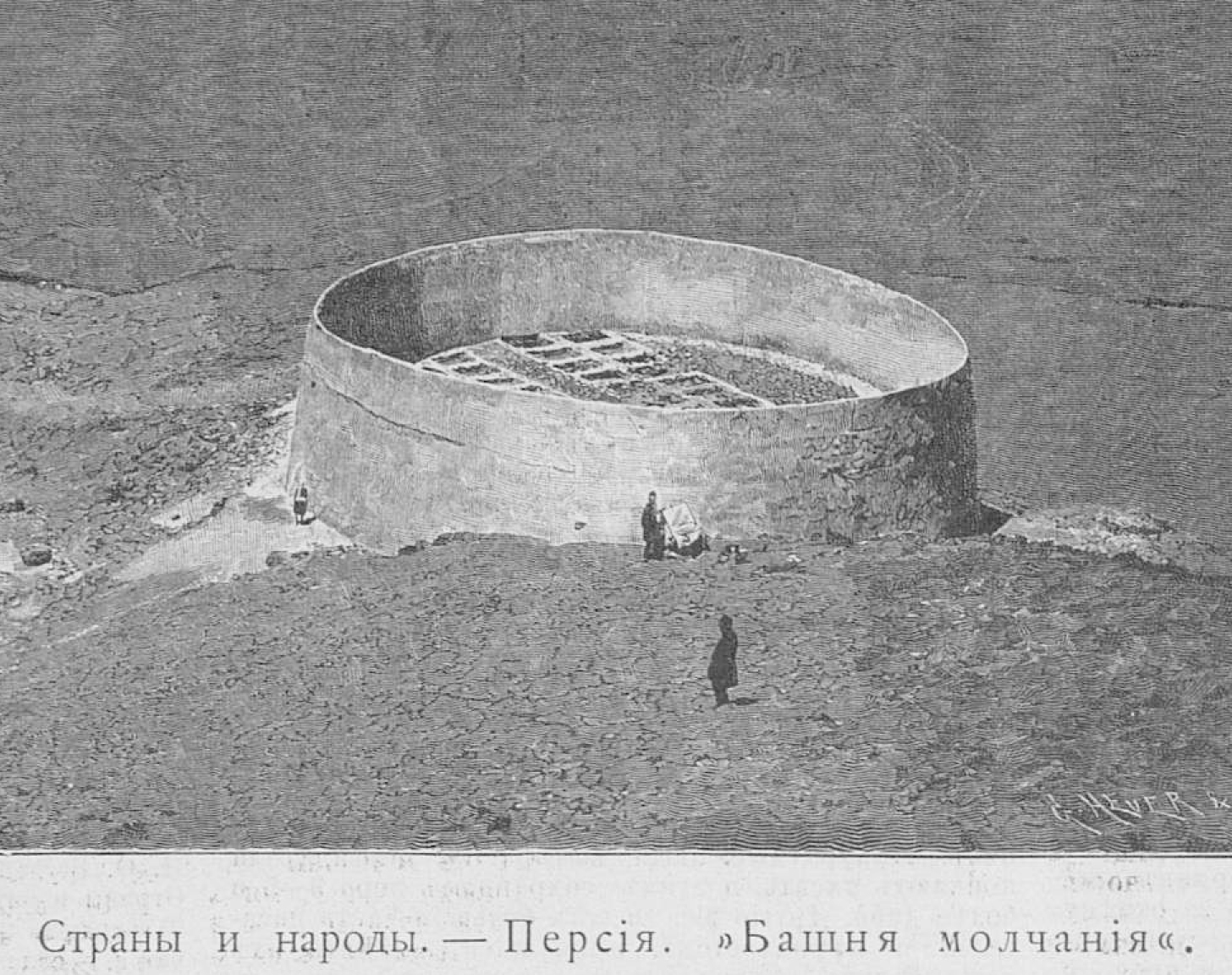
Вежа мовчання, XIX століття

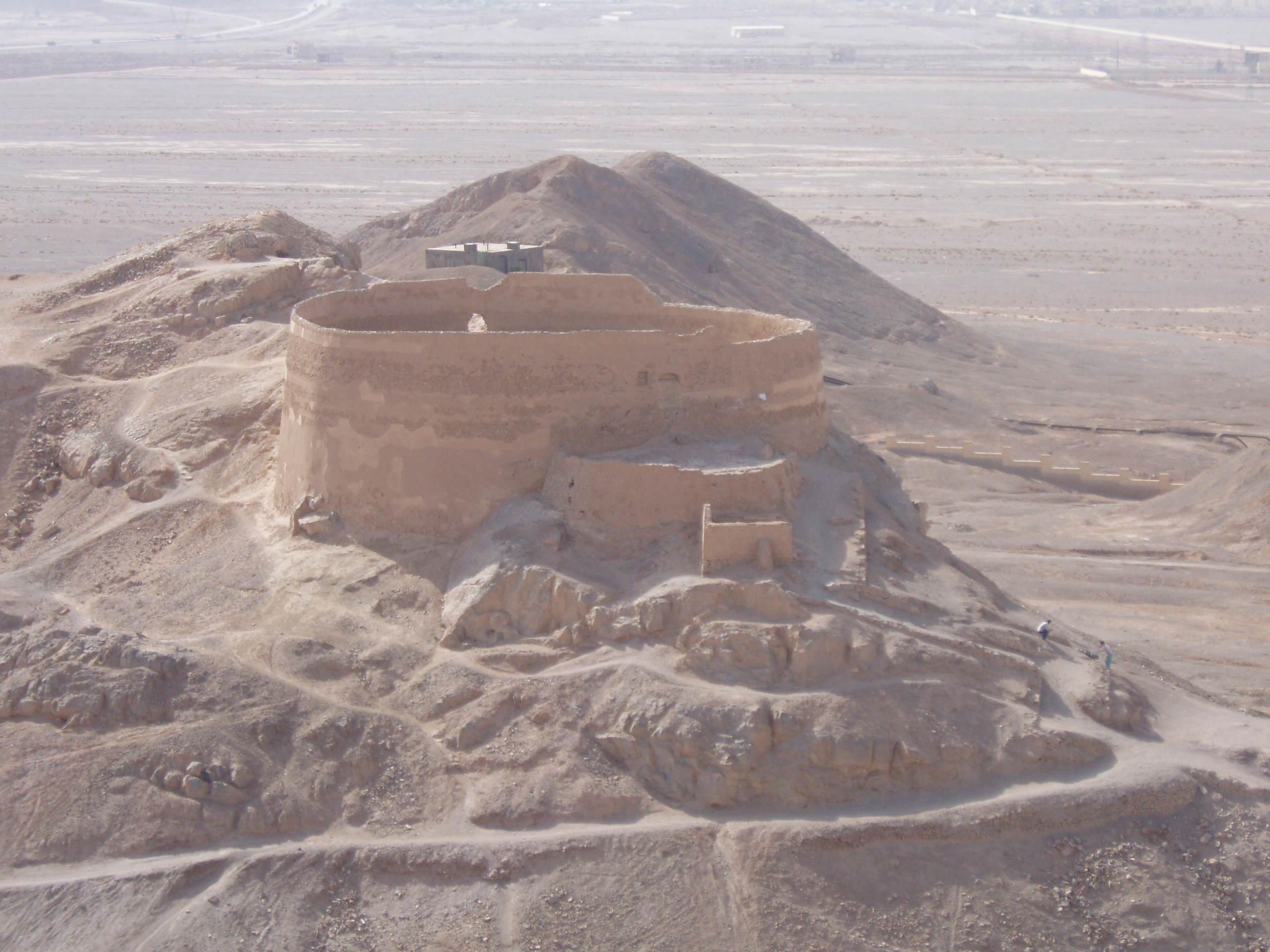
Дахме в іранському остані Єзд

Вежа мовчання або дахме (перс. دخمه) — поховальна споруда в зороастрійському релігійному обряді.

## Конструкція
Вежі мовчання зазвичай у висоту близько 6 м. Їх споруджували з цегли або каменю на височинах (у давнину деякі іранські громади, які проживали в горах, просто відгороджували ділянку схилу суцільною цегляною стіною). На ґратчастих майданчиках, що на вершинах цих башт, розкладали трупи, що їх потім скльовували птахи — падальники. Звільнені від плоті кістки збирали потім у глибокий колодязь у центрі вежі. У цих колодязях кістки продовжували тліти й руйнуватися, доки остаточні продукти розпаду не були змиті дощовою водою. Будівництво веж мовчання пов'язане з положенням у зороастризмі, згідно з яким «нечисте» мертве тіло не можна віддавати ні землі, ні вогню.

## Історія
Перша відома згадка про похоронні башти належить до першої половини IX століття. В листі до зороастрійців Самарканда йдеться про дотримання обряду в період, коли стара вежа пошкоджена, а нова ще не побудована. Ймовірно, однак, що вежі будували вже в III–VI століттях, за правління Сасанидів. Слово «дахме» походить від індоєвропейського кореня, що означає «ховати». Спочатку так називали будь-яку могилу, але з розквітом будівництва поховальних веж це слово стали вживати головним чином щодо них.
У новий час, з посиленням реформістських тенденцій у зороастризмі, вежі поступово виходили з ужитку, поступаючись місцем похованню тіл у трунах у цементованих могилах, що також дозволяє уникнути контакту нечистих трупів із землею. В Тегерані зороастрійський цвинтар, арамгу, відкрили 1937 року, через два роки — в Кермані, в провінції Єзд — в середині 1960-х років. Ще через десять років єдиним місцем в Ірані, де все ще використовували дахме, залишався Шеріфабад з його консервативною громадою. Тоді ж зороастрійці Індії перейшли до кремації трупів, особливо в перенаселеному Бомбеї.
Нині використання веж мовчання в Індії проблематичне зокрема через майже повне зникнення в регіоні птахів-падальників, внаслідок чого процес розкладання тіл йде природним шляхом. З метою збереження традиції над однією з веж мовчання в Індії встановлена система сонячних рефлекторів, що спрямовують тепло для якнайшвидшого розкладання плоті, а також обговорюються проекти з розведення грифів при вежах мовчання.